# Ferden
Ferden (walsertyska: Fäärdan/Feerdan) är en ort och kommun i distriktet Westlich Raron i kantonen Valais, Schweiz. Kommunen har 253 invånare (2023).